# Istituto delle Maestre Pie Venerini
L'Istituto delle Maestre Pie Venerini è una storica scuola dell'infanzia e primaria paritaria ubicata nella città di Marino, in provincia di Roma, nell'area dei Castelli Romani.

## Storia

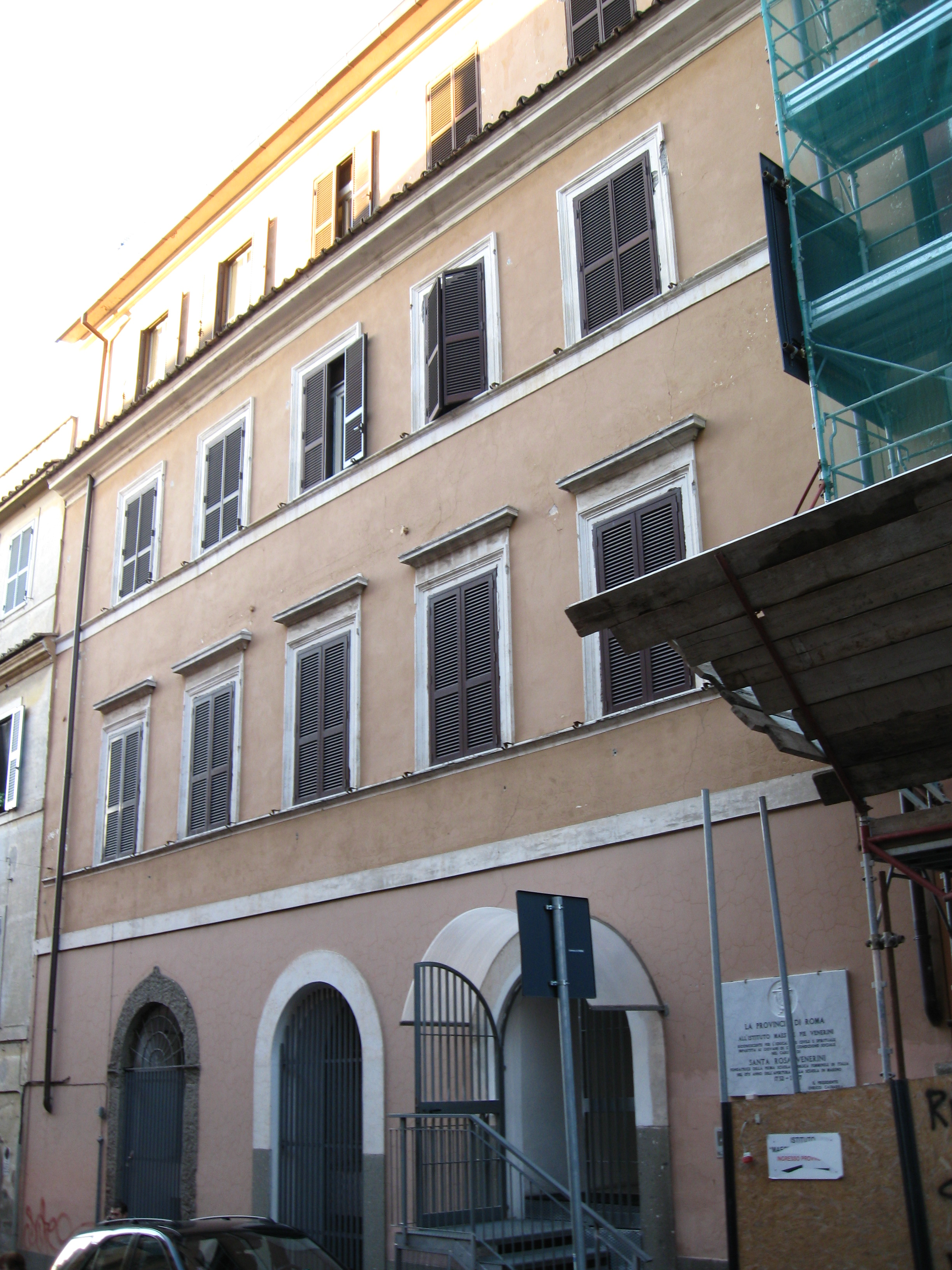
L'attuale sede dell'istituto in via Giuseppe Garibaldi.

La casa delle Maestre Pie Venerini a Marino venne fondata nel 1732, quattro anni dopo la morte della fondatrice dell'ordine Santa Rosa Venerini (1656-1728). Le Maestre Pie avevano il compito di impartire ai giovani marinesi l'educazione primaria, e rappresentavano l'unica scuola di base del territorio comunale.
L'istituto delle Maestre Pie Venerini di Marino svolse il proprio compito finché, dopo l'annessione dello Stato Pontificio al Regno d'Italia, il Consiglio comunale di Marino -a maggioranza anticlericale- nella prima seduta del 23 dicembre 1870 deliberò la chiusura dell'istituto religioso. Tuttavia, poiché con la chiusura dell'istituto si era creato un vuoto educativo nella comunità, nel 1876 il Comune fu costretto a far riaprire la scuola, che prese collocazione nell'attuale sede in via Giuseppe Garibaldi.
Agli inizi del XX secolo, con l'apertura delle prime scuole comunali, le Maestre Pie persero la loro predominanza nell'educazione dei giovani marinesi, divenendo per alcuni versi scuola tradizionale ed elitaria: persino molti degli esponenti anticlericali locali mandavano le proprie figlie a scuola dalle Maestre Pie Venerini.
Nel 2007 si è festeggiato il 275º anno di presenza delle Maestre Pie Venerini a Marino, e la provincia di Roma ha apposto una targa commemorativa sulla facciata della scuola.

## Corsi di studio
- Scuola dell'infanzia
- Scuola primaria